# Cebus kaapori
Capucin Ka'apor
Espèce
Statut de conservation UICN

 CR A2cd : 
En danger critique
Statut CITES
Le Capucin Ka'apor (Cebus kaapori) est une espèce de primate de la famille des Cebidae qui se rencontre au Brésil.

## Dénominations
Le Capucin Ka'apor doit son nom à la tribu indienne des Ka’apor-Urubú, peuple indigène qui occupe la région où la présence du primate a d’abord été révélée.

Il est appelé Caiarara ka’apor au Brésil.

## Description
Pas de crête sagittale. Pelage long et soyeux. Épaules gris argenté. Dos et croupe marron agouti grisâtre. Raie dorsale diffuse, continue mais toutefois interrompue au tiers postérieur de la queue et contrastante. Flancs marron grisâtre. Ventre, thorax et gorge gris argenté. Surface latérale des bras bicolore nettement définie (gris argenté sombre puis marron grisâtre). Surface médiale des bras marron jaunâtre clair. Surface latérale des jambes marron grisâtre. Surface médiale des jambes marron clair. Pieds et mains noirâtres. Queue agouti grisonnant dessus et dessous, avec un pinceau gris argenté assez contrastant. Nuque marron noirâtre. Couronne marron noirâtre qui descend en un fin triangle jusqu’à la base du nez. Pas de touffes. Tête claire : notamment, les favoris n’ont pas une couleur distincte ; de même, on ne distingue pas de tract préauriculaire. Pas de barbe. Face nue de couleur chair à rose. Oreilles nues et roses.
Poids : 2,6 kg.

## Distribution géographique et habitat
On rencontre cet animal au nord du Brésil, dans une aire restreinte à quelque 15 000 km2 et située à la limite orientale de la haute forêt de plaine amazonienne. Il se rencontre à l’ouest jusqu’au Rio Tocantins dans le nord-est de l’État du Pará et à l’est jusqu’au cours moyen du Rio Pindaré voire jusqu’au Rio Grajaú dans le nord de l’État du Maranhão.
Il vit dans la dense forêt primaire intacte, de plaine ou de montagne. On le rencontre aussi à la lisière entre la forêt ombrophile, dans les forêts de palmiers Cocais ainsi que dans les vieilles friches.
Les observations effectuées dans la fazenda Cauaxi, à Paragominas dans le nord-est du Pará, indique une très faible densité naturelle. L’abondance du Capucin Ka’apor est inversement proportionnelle à celle du Sapajou des Guyanes.

## Écologie et comportement

### Alimentation
Généraliste opportuniste. Quasi-omnivore à tendance frugivore. Fruits, noix de palme dans les forêts de palmiers Cocais, graines, feuilles, fleurs et divers invertébrés.

### Comportements basiques
Diurne. Arboricole.

### Locomotion
Quadrupède. Sauteur. Suspension. Queue préhensile.

### Sympatrie et association
Il s'alimente et se repose parfois en compagnie du Saki noir (Chiropotes satanas). Il cohabite avec le Hurleur à mains rousses (Alouatta belzebul) et le Tamarin à mains noires (Saguinus niger).

## Taxinomie et classification
Cette espèce n’a été décrite qu’en 1992 par Helder Queiroz. Elle est considérée par Colin Groves comme une espèce à part entière et dans la liste taxonomique d’Orlando comme une sous-espèce du Capucin olive (C. olivaceus).
Sa découverte tardive est d’autant plus stupéfiante que ce primate habite la région la plus densément peuplée et la plus dégradée d’Amazonie. Qu’il ait échappé aussi longtemps à la vigilance des chercheurs prouve, une fois encore, que l’inventaire de la faune simienne sud-américaine est loin d’être terminée.
Deux études moléculaires ont montré qu’il est plus proche du Capucin olive que de toute autre espèce de capucin et qu’il s’en serait séparé soit il y a 0,6 à 0,8 million d’années soit il y a environ 2,8 millions d’années.

## Menaces et conservation
Déforestation à outrance, exploitation minière massive, pression de chasse, capture pour animal de compagnie, quasi-absence de protection légale. Supporte mal une intense exploitation forestière.
Aire protégée du lac Tucuruí, RB du Gurupi et R. indigène du Haut Turiaçu (État du Maranhâo), R. indigène du Carú, Fazenda Cauaxi, Fazenda Amanda et Fazenda MAPISA (État du Pará), au Brésil.
Cette espèce, en danger critique d’extinction, a été incluse en 2012, 2014 et 2016 dans la liste des 25 espèces de primates les plus menacées au monde.